# Abandono de los combustibles fósiles

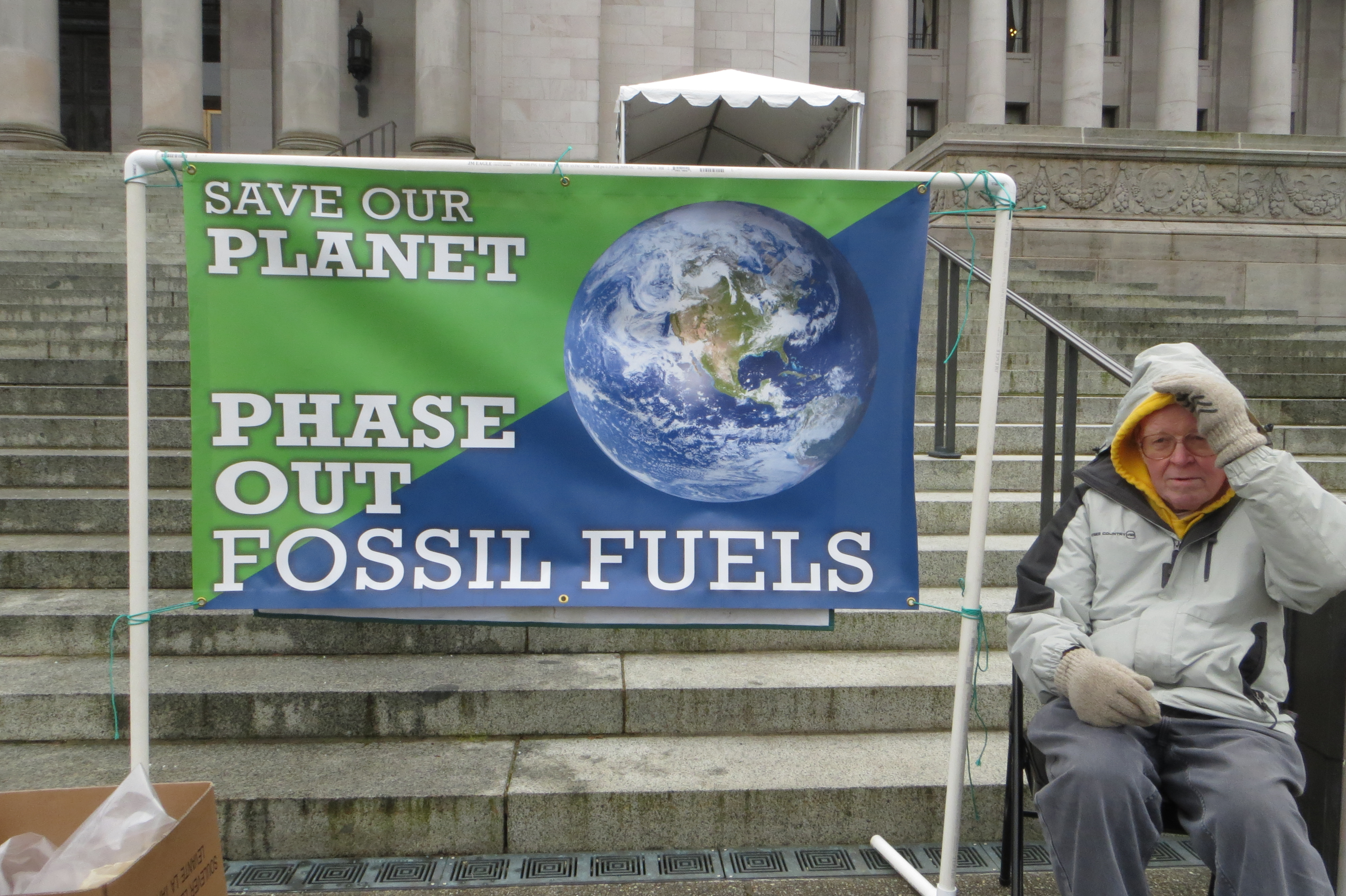
Protesta en el Edificio Legislativo en Olympia, Washington. Ted Nation, un activista durante varias décadas, junto a un cartel de protesta.

El abandono de los combustibles fósiles es el proceso de disminución gradual en su producción y uso hasta alcanzar un nivel de 0, a través del cierre de las centrales térmicas (de carbón, petróleo o gas natural) que funcionan haciendo uso de ellos, la prohibición de que se construyan otras nuevas y el uso de energía alternativa para su reemplazo. En este proceso, cambios en la automoción juegan un papel determinante al igual que la disponibilidad de sistemas de transporte público eficientes y suficientes.
El propósito del abandono de los combustibles fósiles es reducir las externalidades negativas de su utilización. Las externalidades negativas de una determinada actividad son los costes que deben soportar personas que no escogieron incurrir en ellos. Una externalidad negativa directa de los combustibles fósiles es la contaminación atmosférica, y una indirecta son los accidentes mineros, consecuencia indeseada de su extracción. La utilización de  combustibles fósiles produce gases de efecto invernadero, contribuyendo así al calentamiento global.
En el caso de América Latina, puede resultar adecuado tomar en consideración las diferencias existentes en la economía de cada país de la región. En México, el gas natural que se produce principalmente en el sureste del país, se quema en gigantescas antorchas y no se aprovecha al cien por ciento debido a la falta de inversión en infraestructura para beneficio.

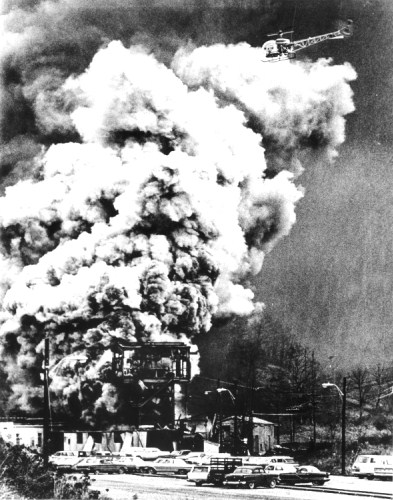
En 1968 el desastre de la mina de carbón Farmington mató a 78 personas en Virginia Occidental, Estados Unidos.

## Combustibles fósiles

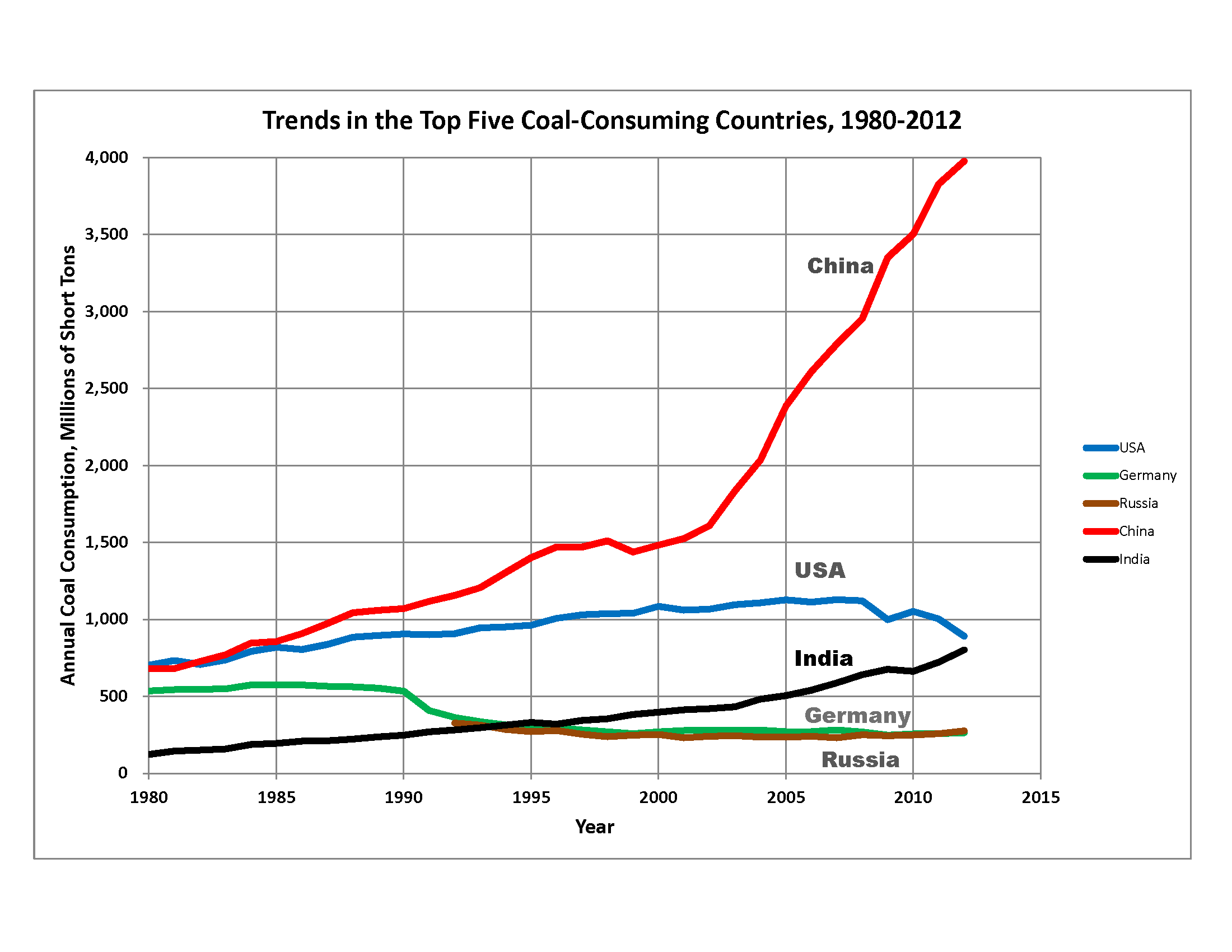
Tendencias de consumo del carbón 1980–2012 en los 5 países que más consumen (fuente: Agencia de Información Energética de Estados Unidos).

### Carbón
Para reducir las emisiones y así posiblemente evitar un cambio extremo del clima, se ha pedido un abandono del carbón por etapas. El climatólogo James E. Hansen dijo «necesitamos ya una moratoria del carbón... y el cierre en las próximas 2 décadas de las centrales existentes.» Según un estudio publicado en Science en 2017, el carbón debe abandonarse por etapas en todo el mundo hacia 2030, si se toma en serio el objetivo acordado de limitar a 2 °C el aumento de la temperatura media mundial. Un mayor aumento, desencadenado por emisiones superiores a las acordadas, podría resultar catastrófico.

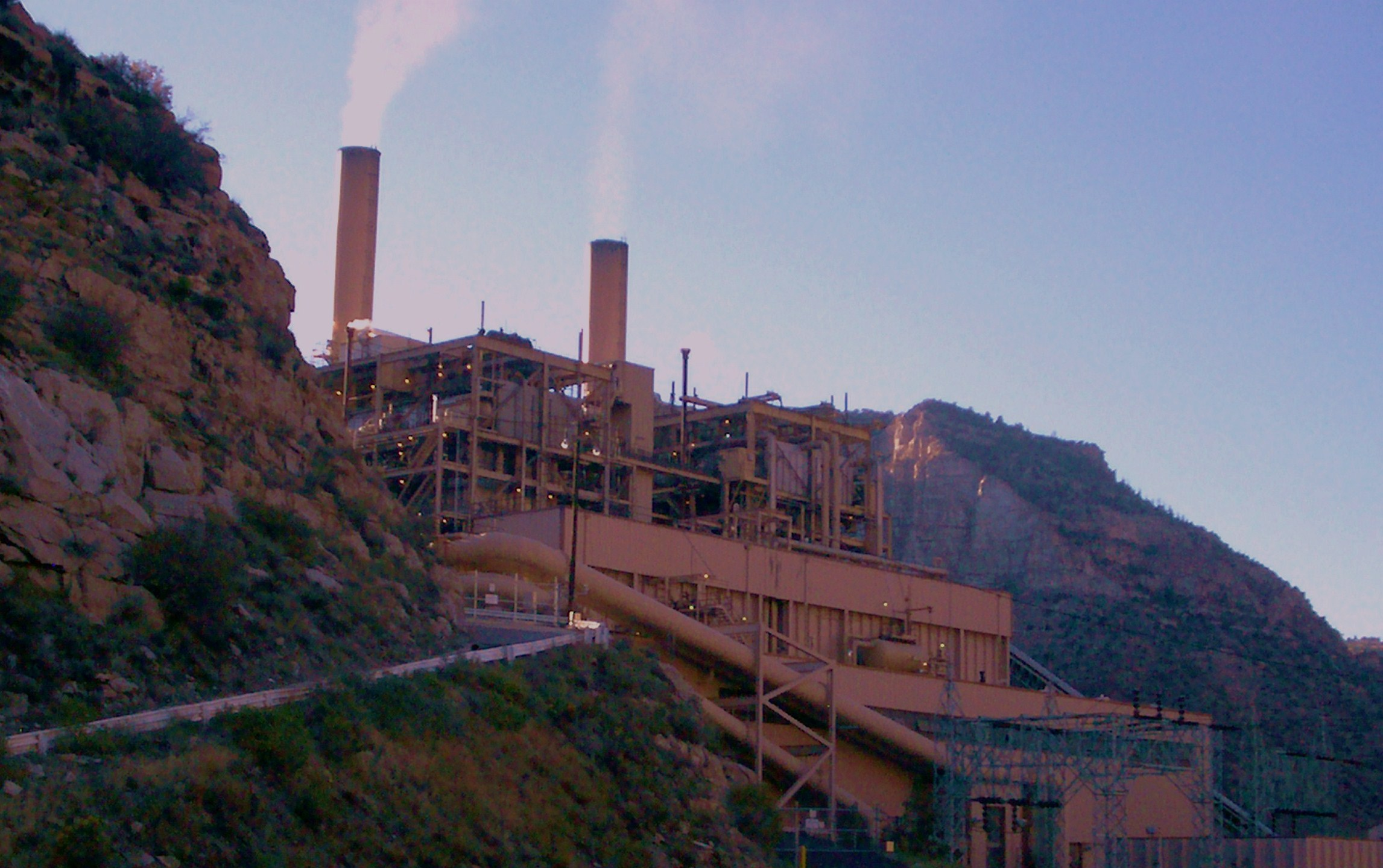
Central térmica de carbón de Castle Gate junto a Helper, Utah. Estas centrales proporcionaron en 2016 el 30 % de la electricidad consumida en los Estados Unidos.

De momento algunos países han disminuido su consumo de carbón en el siglo XXI, con las mayores reducciones en los Estados Unidos (−176 millones de toneladas métricas anuales en el período 2000-2012), Canadá (−21 millones de toneladas anuales) y España (−20 millones de toneladas anuales). En cambio otros lo han aumentado. China lidera este segundo grupo (+2263 millones de toneladas métricas por año en el periodo 2000-2012), seguida por India (+367 millones de toneladas por año) y Corea del Sur (+59 millones de toneladas por año). El consumo mundial de carbón aumentó un 60 % durante el periodo 2000-2012. En 2012 estaba previsto construir 1 200 nuevas centrales térmicas de carbón en todo el mundo, la mayoría de ellas en China e India. En el período 2011-2013, el grupo de países OCDE de la Europa Occidental ha aumentado el uso de carbón, lo que se atribuye principalmente al bajo coste de este combustible y al precio alto en esta región del gas natural importado. Sin embargo, el consumo de carbón alcanzó un pico en China en 2013 o 2014 —según los datos que se consideren— y en 2015 cayó el 3.6 %, aunque el PIB creció el 6.9 %. El consumo mundial de carbón alcanzó en un pico en 2014 y se redujo en 2015 y 2016.
Según Scientific American, la central térmica de carbón media emite anualmente (con el hollín de sus humos) 100 veces más radiación que una central nuclear de potencia comparable.
Algunos, como el "consejo consultivo del carbón" de la Agencia Internacional de la Energía, creen que no debería abandonarse el carbón, aduciendo que un crecimiento económico mundial a largo plazo no puede conseguirse sin un suministro energético adecuado y asequible, el cual requerirá continuar las significativas contribuciones de los combustibles fósiles, entre ellos el carbón. Según este punto de vista, la tecnología de carbón limpio podría reducir las emisiones de efecto invernadero y hacer compatible el carbón con un futuro de emisiones bajas. En cambio algunos ecologistas y climatólogos apoyan un abandono del carbón y consideran que el carbón limpio no es una solución al cambio de clima. Por su parte los empresarios promueven mejoras de la regulación y modernización de la tecnología.[cita requerida] A veces se sustituye el carbón por gas natural, cuya combustión emite menos dióxido de carbono y otros contaminantes. Sin embargo el gas natural también es un combustible fósil, de manera que un cambio de carbón a gas natural no contribuye a un abandono de estos combustibles.
En noviembre de 2017 al menos 14 países se unieron a la Alianza para Dejar Atrás el Carbón (Powering Past Coal Alliance), que pretende conseguirlo en 2030, incluyendo Gran Bretaña, Canadá, Dinamarca, Finlandia, Italia, Francia, Holanda, Portugal, Bélgica, Suiza, Nueva Zelanda, Etiopía, México y las Islas Marshall.

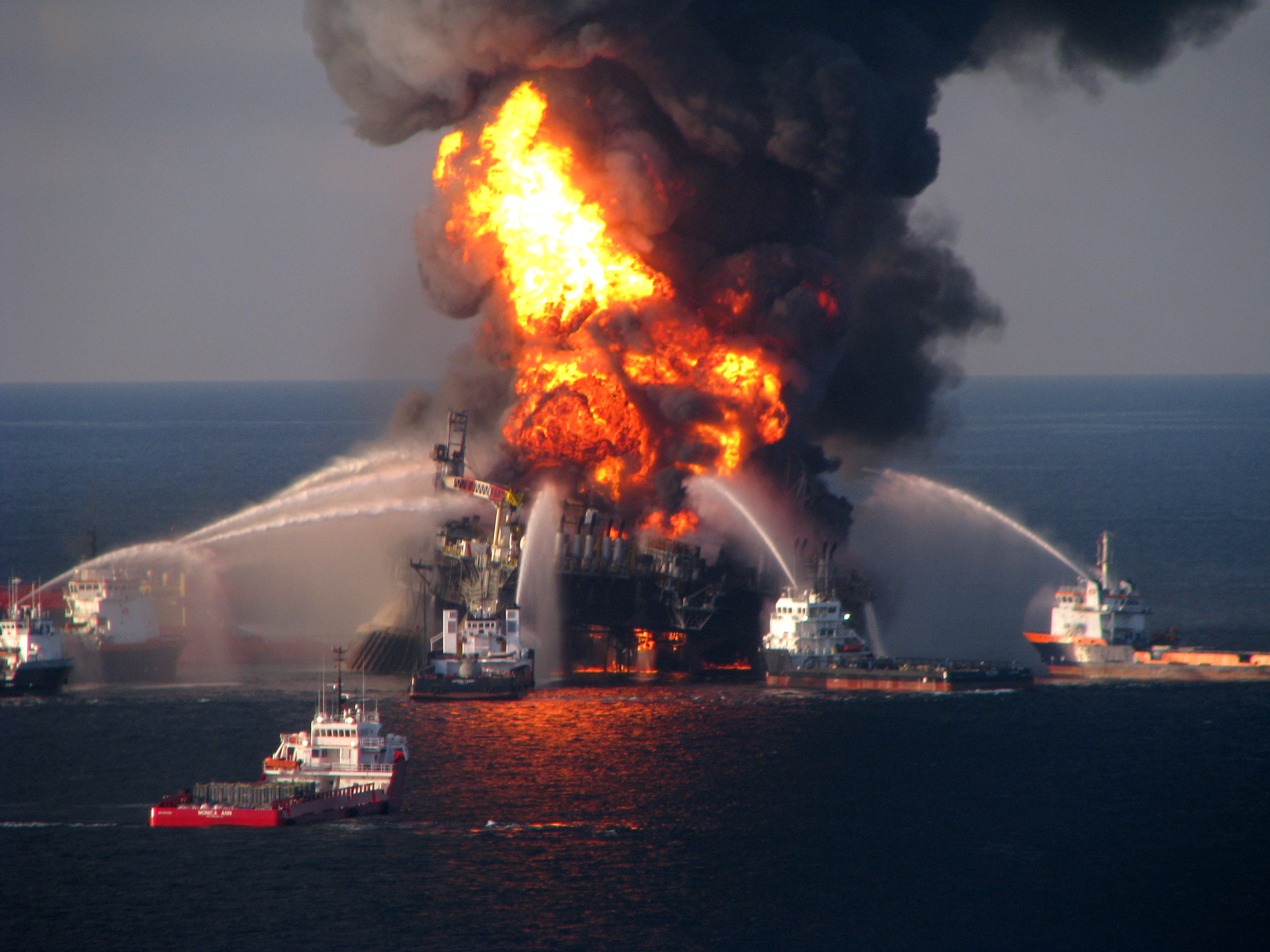
El vertido en 2010 de la plataforma Deepwater Horizon derramó al océano 4,9 millones de barriles de petróleo.

### Petróleo
El petróleo se refina en fueloil, gasóleo (también llamado diésel o gasoil), gasolina, queroseno y otros productos, como coque. Los combustibles así obtenidos son principalmente consumidos por coches, camiones, aviones, barcos y algunos trenes, para transporte. La alternativa es utilizar vehículos eléctricos, cuya electricidad puede provenir de combustibles fósiles o de energías renovables. Los biocombustibles producen una contaminación del aire similar a los combustibles fósiles, que para determinados contaminantes (caso del ozono) puede ser ligeramente superior o levemente inferior (caso de las partículas).

### Gas natural
A pesar de que el gas natural tiene la mitad de intensidad de emisiones que el carbón, también es la mayor fuente de metano atmosférico en los Estados Unidos, debido a los escapes que se producen durante la extracción y distribución del gas natural. El metano en la atmósfera también produce efecto invernadero, pero 21 veces más potente que el dióxido de carbono. Muchos ven al metano como un "combustible puente" provisional para reemplazar al carbón, pero que sería reemplazado a su vez por fuentes renovables. Sin embargo este "combustible puente" probablemente pueda ampliar significativamente el uso de combustibles fósiles, pues la vida media de una central térmica de gas natural (que suele ser una central de ciclo combinado) es de 35 años. El consumo de gas natural se ha triplicado desde 1971, y en 2015 generaba la mitad de electricidad que el carbón. Como se espera que el consumo de gas natural haya crecido otro 10 % para 2040, su abandono probablemente se retrasará muchos años.

## Justificación del abandono de los combustibles fósiles
La razón principal para abandonar los combustibles fósiles es que las energías renovables son más baratas. Por ejemplo en el Reino Unido de 2014 a 2015 el coste del Megavatio-hora (MWh) eólico en tierra cayó de 108 dólares norteamericanos ($) a 85 $, mientras que el generado con carbón subió de 98 a 115 $, y con gas, de 100 a 114 $. El MWh eólico marino se situaba en 175 $. En España en 2018 se cifran los costes de cada tipo de generación en 43 euros (€)/MWh para la energía nuclear, 55 €/MWh para las centrales de ciclo combinado y menos de 30 €/MWh para las energías renovables. En otros países los costes pueden ser diferentes, pero las energías renovables se han abaratado durante la década que comenzó en 2011 alrededor de un 10 % anual, mientras que las energías fósiles han conocido abruptas subidas y bajadas.
La evitación de riesgos sanitarios (por la contaminación que producen los combustibles fósiles) y la mitigación del cambio climático son también consideraciones importantes. El abandono de los combustibles fósiles ahorraría 200 000 millones de euros anuales en atención sanitaria en la Unión Europea.

### Salud
Utilizando un modelo informático desarrollo durante 20 años, Mark Z. Jacobson ha encontrado que las emisiones de hollín (que llevan a enfermedades cardíacas y respiratorias, como el asma) de los combustibles que contienen carbono han resultado en 1,5 millones de muertes prematuras cada año, mayoritariamente en el países en desarrollo donde para cocinar se quema madera (no fósil) y estiércol. Jacobson también dijo que el hollín de los motores diésel, de las centrales térmicas de carbón, y de la madera que se quema (tanto para cocinar como en incendios forestales) es una «causa del calentamiento mundial mayor de lo que anteriormente se pensaba, y es causa importante del rápido deshielo del Océano Ártico».
En 2011 han surgido nuevas pruebas de que hay riesgos considerables asociados con las fuentes de energía tradicionales, y de que se necesitan cambios importantes en el mix energético:

Varias tragedias mineras mundiales han subestimado el coste humano de la cadena de suministro de carbón. Nuevas iniciativas de la Agencia de Protección Ambiental (Estados Unidos) contra contaminantes atmosféricos, hollín del carbón y humos subrayan los impactos ambientales del carbón y el coste de abordarlos con tecnologías de control. El uso de la fractura hidráulica para buscar gas natural también se está examinando, pues hay pruebas de contaminación de acuíferos y emisiones de gases de efecto invernadero. Crecen también las preocupaciones por las enormes cantidades de agua [para refrigeración] que utilizan las centrales térmicas de carbón, especialmente en las regiones del país con restricciones de agua.

### Atenuación del calentamiento mundial
En 2008 James Hansen y otros 9 científicos publicaron un artículo de revista titulado «El CO2 atmosférico en el punto de mira: ¿cuál debería ser el objetivo de la humanidad?» en el que piden un abandono completo de las centrales de carbón para 2030.
Más recientemente, Hansen ha declarado que la oposición continuada a la energía nuclear amenaza la capacidad de la humanidad para evitar un cambio de clima peligroso. Su carta, redactada también por otros expertos en calentamiento mundial, especificaba: «Si seguimos por el camino actual, esas son las consecuencias que legaremos a nuestros hijos. El mejor candidato para evitarlo es la energía nuclear. Está ya a punto. Necesitamos aprovecharla.»
También en 2008, Pushker Kharecha y James Hansen publicaron un estudio científico revisado por pares que analiza el efecto de un abandono del carbón en los niveles de dióxido de carbono (CO2) atmosférico. Su escenario base de atenuación era un abandono mundial del carbón para 2050. Los autores describen este escenario de la manera siguiente:

El segundo escenario, denominado "Abandono del carbón" significa aproximarse a una situación en la que los países desarrollados congelan en 2012 sus emisiones de CO2 procedentes del carbón, y una década después los países en desarrollo detienen análogamente los incrementos en las emisiones de CO2 procedentes del carbón. Entre 2025 y 2050 se asume que tanto los países en desarrollo como los desarrollados abandonarán linealmente las emisiones de CO2 procedentes del carbón. De este modo, en este escenario tenemos que las emisiones de CO2 procedentes del carbón se incrementan un 2 % anual hasta 2012, solo un 1 % anual entre 2013 y 2025, permanecen constantes de 2023 a 2025 y terminan descendiendo linealmente desde 2026 hasta llegar a cero en 2050. Estos ritmos se refieren a emisiones a la atmósfera, y no restringen el consumo de carbón siempre que el CO2 se capture y almacene. Se supone que las emisiones de CO2 procedentes de gas y petróleo serán las mismas que en el escenario "como siempre" (business as usual).

Kharecha y Hansen consideran también otros 3 escenarios de atenuación, todos con el mismo plan de abandonar el carbón, pero cada uno haciendo suposiciones diferentes sobre el volumen de las reservas de gas y petróleo y la velocidad a la que se agotan. Bajo el escenario "Como siempre", el CO2 atmosférico alcanza un pico de 563 partes por millón (ppm) en el año 2100 (el nivel considerado seguro para evitar un cambio climático catastrófico es 350 ppm). En los 4 escenarios que incluyen el abandono del carbón, el CO2 atmosférico llega a un pico de 422-446 ppm entre 2045 y 2060, disminuyendo después. Las implicaciones clave del estudio son las siguientes: abandonar el carbón es el remedio más importante para mitigar el calentamiento mundial antropogénico; tendrían que tomarse medidas para limitar o reducir el uso de gas y petróleo convencionales; y se necesitan severas restricciones de emisiones para utilizar en el futuro combustibles fósiles no convencionales como hidratos de metano o arenas bituminosas.

### Otros
El impulso de la energía renovable puede crear empleo a través de la construcción de nuevas centrales eléctricas y la fabricación del equipamiento que necesitan, como puede verse en el caso de Alemania y la industria de energía eólica.

## Estudios sobre el abandono de los combustibles fósiles
En el escenario "(R)evolución energética" de Greenpeace y el Consejo Europeo de Energía Renovable (EREC por sus siglas en inglés), el mundo eliminaría todo uso de combustibles fósiles en 2090.
En diciembre de 2015 Greenpeace y la rama europea de la Red de Acción por el Clima (CAN por sus siglas en inglés) publicaron un informe que destaca la necesidad de un abandono activo de las centrales térmicas de carbón en Europa. Este análisis surgía de una base de datos de 280 centrales de carbón e incluía datos oficiales de emisiones de la UE.
Un informe de Oil Change International (organización dedicada a difundir todos los costes de los combustibles fósiles y promover su abandono) en septiembre de 2016 concluye que las emisiones de dióxido de carbono que resultarían de quemar lo extraído de los yacimientos de carbón, petróleo y gas actualmente en operación hasta el final de su vida útil, aumentarán la temperatura media mundial más allá del límite de 2 °C contenido en el Acuerdo de París de 2015. Este informe observa que «una de las palancas más potentes de política climática es también la más simple: dejar de cavar en busca de combustibles fósiles».: 5 
En octubre de 2016 el Instituto de Desarrollo de Ultramar (ODI por sus siglas en inglés) y otras 11 ONG publicaron un informe sobre el impacto de construir nuevas centrales térmicas de carbón en países donde una proporción significativa de la población carece de acceso a la electricidad. El informe concluye que, en general, construir estas centrales hace poco para ayudar a los pobres y puede hacerlos todavía más pobres. Además la generación solar y fotovoltaica están empezando a tener menores costes que la de carbón.
Un estudio de 2018 en la revista Nature Energy sugiere que 10 países europeos, con su infraestructura actual, podrían abandonar completamente la generación con carbón, mientras que los Estados Unidos y Rusia podrían abandonar al menos el 30 %.

## Retos del abandono de los combustibles fósiles
El abandono de los combustibles fósiles implica muchos retos, uno de los cuales es la dependencia que actualmente el mundo tiene de estos combustibles. En 2014 los combustibles fósiles proporcionaron el 81,1 % del consumo mundial de energía primaria, con aproximadamente 11 109 millones de toneladas equivalentes de petróleo (Mtoe). Esta cifra se compone de 4 287 Mtoe de consumo de petróleo, 3 918 Mtoe de carbón y 2 904 Mtoe de gas natural .
El abandono de los combustibles fósiles puede llevar en algunos casos a un incremento de los precios de la electricidad, por las nuevas inversiones necesarias para reemplazar su participación en el mix energético con fuentes de energía alternativa. Otra causa de posibles aumentos del precio de la electricidad es la necesidad de importar la que no puede ser generada nacionalmente. Sin embargo aferrarse a los combustibles fósiles lleva a aumentos de precios de la electricidad cuando el petróleo cotiza alto. Un estudio con datos de Eurostat del Instituto Catalán de la Energía halló que las energías renovables abaratan la electricidad.
Un abandono de los combustibles fósiles también puede impactar en el empleo. Lógicamente la industria de estos combustibles considerará indeseable su abandono. Por tanto, empleados y directivos de esta industria normalmente se opondrán a cualquier medida que cuestione su medio de vida. Endre Tvinnereim Y Elisabeth Ivarsflaten estudiaron la relación entre el empleo en esta industria y el apoyo a políticas contra el calentamiento mundial. Propusieron que una oportunidad para conservar empleos sería desplazar a perforaciones para energía geotérmica a quienes actualmente perforan en busca de combustibles fósiles. Sugirieron esto a raíz de su conclusión: personas y compañías de la industria de combustibles fósiles probablemente se opondrán a medidas que amenacen sus ocupaciones, salvo que tengan otras alternativas más fuertes. Esto puede extrapolarse a intereses políticos, que lucharían contra el abandono de estos combustibles. Un ejemplo es cómo el voto de miembros de Congreso de los Estados Unidos está relacionado con la preeminencia de industrias de combustibles fósiles en sus respectivos estados.
El Centro Común de Investigación, órgano asesor de la Comisión Europea, estima que el abandono del carbón en la Unión Europea supondrá la pérdida de 160.000 empleos entre 2018 y 2030, contando mineros y empleados de centrales térmicas de carbón. Paralelamente se generarán nuevas oportunidades de empleo en energías renovables.
En un estudio de 2018, la Organización Internacional del Trabajo calcula que la transición energética destruirá en todo el mundo 6 millones de empleos, pero creará 24 millones.

## Legislación e iniciativas para abandonar el carbón

### Grandes economías
El 8 de junio de 2015 varios diarios publicaron un artículo por el que los líderes del G-7 (o G7: Canadá, Francia, Alemania, Italia, Japón, el Reino Unido y los Estados Unidos) acordaban abandonar los combustibles fósiles para 2100, como parte de los esfuerzos para mantener el aumento de temperatura mundial por debajo de 2 °C. Esto se hizo como preludio a la Conferencia de las Naciones Unidas sobre Cambio Climático 2015 (también conocida como COP 21) celebrada en París en diciembre de ese mismo año.

### Australia

Generación de electricidad de fuentes renovables en Australia en 2010.

El partido Verdes Australianos ha propuesto abandonar la generación eléctrica con carbón. Los verdes de Nueva Gales del Sur propusieron una moratoria inmediata de las centrales térmicas de carbón y quieren acabar con toda la minería del carbón y los subsidios a la industria del carbón. Los Verdes australianos y el Partido Laborista Australiano también se oponen a la energía nuclear. Los gobiernos federal y del estado de Victoria quisieron modificar las centrales de carbón existentes para convertirlas en limpias, pero 3 intentos en este sentido fallaron consecutivamente y la idea se abandonó. En todo caso producir electricidad con una central de carbón "limpia" contamina 700 veces más que producirla con sol o viento. El Gobierno de Australia, laborista, amplió los objetivos de energía renovables obligatorios, una iniciativa para asegurar que la nueva generación eléctrica es más probablemente eólica, solar o de otras fuentes de energía renovable en Australia. Este país es un de los mayores consumidores de carbón per cápita, y también el mayor exportador. La industria, los sindicatos y el Partido Liberal de Australia (que pasó a gobernar tras las elecciones de septiembre de 2013) se opusieron firmemente a estas propuestas.

### Canadá
En 2005 Canadá quemó 60 millones de toneladas de carbón, principalmente para generación eléctrica, con un aumento del 15 % anual.
En noviembre de 2016 anunció planes para abandonar la generación eléctrica de carbón para 2030.
La legislación canadiense para abandonar el carbón se inició en 2005 en Ontario. Esta provincia consumía anualmente 15 millones de toneladas de carbón en grandes centrales como complemento a centrales nucleares. La central de Nanticoke era una fuente importante de contaminación del aire, y Ontario padeció días de esmog durante el verano.
En 2007, el gobierno liberal de Ontario se comprometió a abandonar toda generación de carbón en la provincia para 2014. El presidente de la provincia Dalton McGuinty declaró: «Para 2030 habrá aproximadamente 1000 centrales térmicas de carbón más en este planeta. Solo hay un lugar del mundo que esté abandonando la generación con carbón, y lo estamos haciendo nosotros aquí, en Ontario». La Autoridad Energética de Ontario proyecta que, en 2014, sin generación de carbón, las fuentes más grandes de producción eléctrica en la provincia serán: nuclear (57 %), hidroeléctrica (25 %) y gas natural (11 %). En abril de 2014 Ontario fue la primera jurisdicción de América del Norte en eliminar el carbón en la generación de electricidad. La última central térmica de carbón de Ontario, Thunder Bay, dejó de quemarlo en abril de 2014.

### China
Actualmente no hay planes nacionales para abandonar la generación eléctrica con carbón en la República Popular China.
La extremadamente alta demanda energética china ha impulsado la relativamente barata generación eléctrica con carbón. Cada semana se conectan otros 2 GW de esta generación a la red eléctrica china. El carbón satisface aproximadamente el 80 % de las necesidades energéticas chinas, y se espera que esta proporción continúe, pues el uso de electricidad crece rápidamente. Este uso masivo del carbón ha producido un serio deterioro de la calidad del aire y muchas ciudades chinas padecen severos episodios de smog tóxico.
Como consecuencia la región de Pekín ha decidido abandonar la generación con carbón para finales de 2015.
En 2009 China tenía 172 GW de potencia hidroeléctrica instalada, la mayor del mundo, que producía el 16 % de la electricidad de China. El undécimo plan quinquenal ha fijado un objetivo de 300 GW para 2020. China construyó la central eléctrica (de cualquier tipo) más potente del mundo, la Presa de las Tres Gargantas (22,5 GW)
Además de las enormes inversiones en térmicas de carbón, China tiene 32 nucleares en construcción, el número más alto en el mundo.
Un análisis de 2016 muestra que el consumo de carbón de China parece haber tocado techo en 2014.

### Unión Europea
En julio de 2014, la rama europea de la Red de Acción por el Clima, la oficina de política europea del Fondo Mundial para la Naturaleza (WWF), la Alianza por la Salud y el Clima (HEAL por su acrónimo en inglés), el Despacho Medioambiental Europeo (EEB por sus siglas en inglés) y la Alianza Alemana por el Clima publicaron un informe que pide el cierre de las 30 centrales térmicas de carbón más contaminantes de Europa.

#### Dinamarca
Como parte de su plan de política climática, Dinamarca declaró que para 2030 abandonará el petróleo para calefacción, y el carbón para cualquier finalidad. Además, su objetivo es suministrar un 100 % de sus necesidades de electricidad y calefacción con energía renovable 5 años más tarde (i.e. 2035).

#### Francia

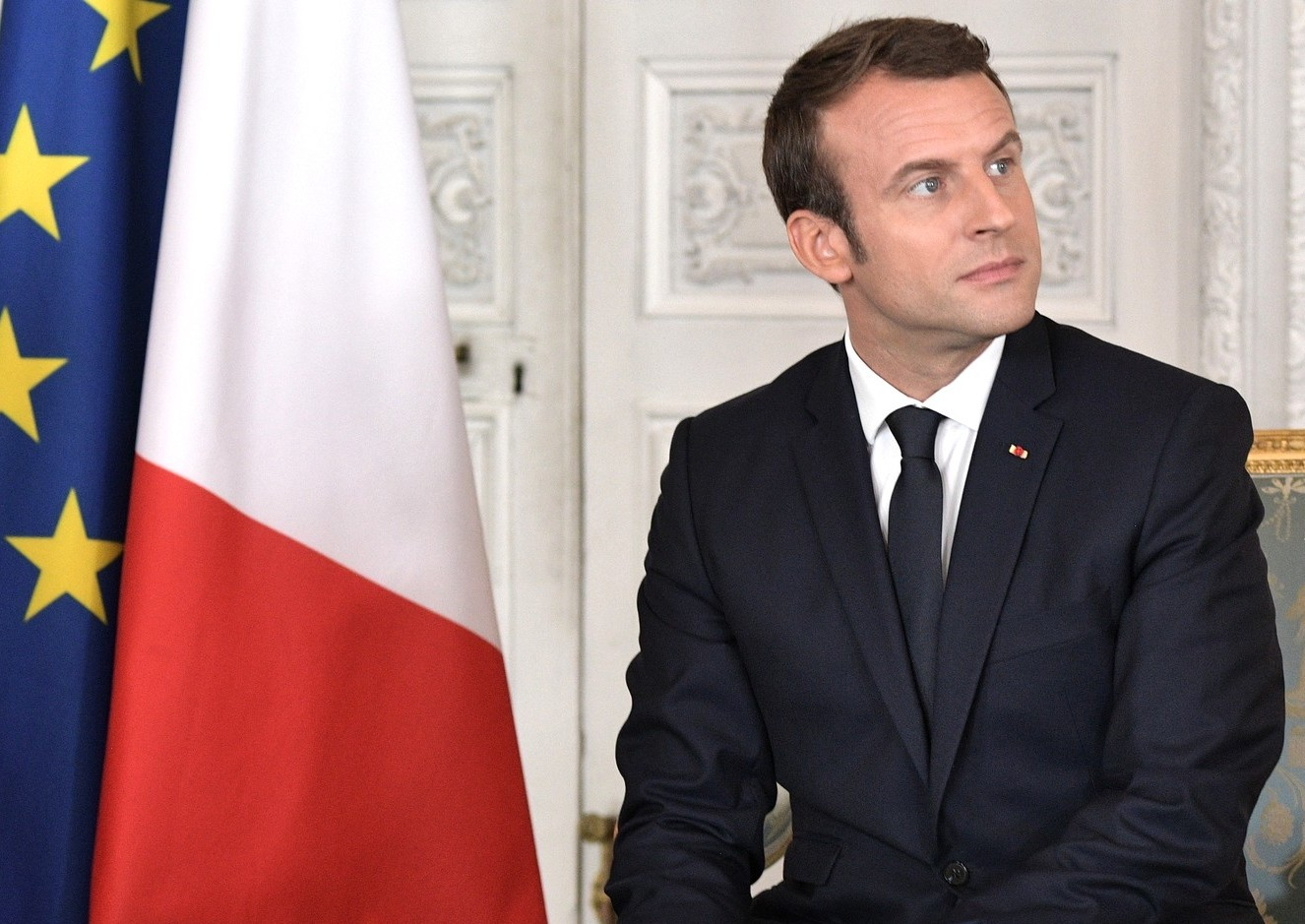
El 30 de diciembre de 2017 el presidente francés Emmanuel Macron firmó una ley que planea el fin de la extracción de combustibles fósiles en territorios franceses.

En diciembre de 2017, para luchar contra el calentamiento global, Francia adoptó una ley que prohíbe nuevas explotaciones de combustibles fósiles y proyecta cerrar las actuales para 2040 en todos sus territorios. Francia se convirtió así en el primer país que programa el fin de la explotación de estos combustibles.

#### Alemania

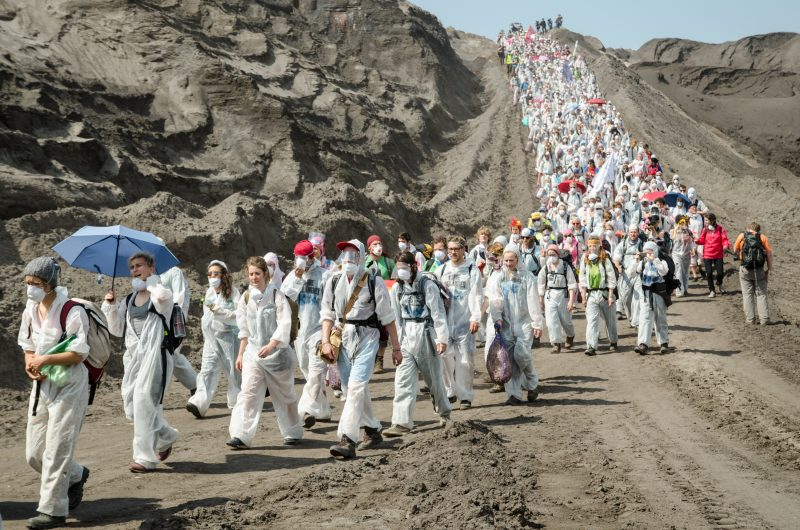
Entre 3 500 y 4 000 activistas medioambientales bloquean una mina de carbón para limitar el calentamiento mundial (Ende Gelände 2016).

Durante mucho tiempo la minería de carbón duro ha sido subvencionada en Alemania, alcanzando un pico de 6,7 millardos de euros (€) en 1996 y cayendo a 2,7 millardos de € en 2005 debido al descenso de la producción. Estos subsidios representan una carga sobre las finanzas públicas e implican un sustancial coste de oportunidad, quitando dinero a otras inversiones públicas más beneficiosas.
En 2007 Alemania anunció planes para abandonar los subsidios a la industria del carbón para 2018, un paso que se espera acabe con dicha industria en ese país. Esta salida es posterior al fin mandatado por la UE (2014). Las energías eólica y solar son renovables importantes en Alemania: generaban en 2013 alrededor del 15 % del consumo y seguían creciendo. El carbón es todavía la mayor fuente energética del país.
En 2007 la canciller alemana Angela Merkel y su partido acordaron legislación para cerrar las minas de carbón. Esto no significa que apoyen el abandono del carbón en general. Existían planes para construir aproximadamente 25 nuevas centrales térmicas de carbón. La mayoría de las centrales térmicas de carbón alemanas se construyeron entre 1960 y 1970, y su eficiencia energética era baja. El sentimiento popular contra algunas de estas centrales está creciendo, y se ha parado la construcción o los planes de varias. Otras siguen construyéndose. No hay en marcha ningún plan concreto para reducir la generación con carbón. En octubre de 2015, las térmicas de carbón todavía planeadas incluyen: Niederaussem, Profen y Stade. Las que se encuentran en construcción incluyen: Mannheim, Hamm D, Datteln, y Willhelmshaven. Entre 2012 y 2015 se conectaron a la red 6 nuevas centrales. La potencia de todas estas centrales se encuentra entre 600 y 1 800 MW.
En 2014 el consumo de carbón cayó por primera vez en Alemania, habiendo aumentado cada año desde el mínimo de la recesión de 2009.
Se dice a veces que el carbón está volviendo a Alemania, pero un estudio de 2014 halla que no es así. Las renovables han más que compensado las instalaciones nucleares cerradas a raíz del abandono de la energía nuclear por parte de Alemania (Atomausstieg), desencadenado por el desastre nuclear de Fukushima. Las actuales centrales térmicas de antracita afrontan ahora dificultades financieras al restringir el mercado sus horas de operación (las renovables cubren buena parte de la demanda, y las térmicas solo entran a funcionar si la producción renovable es insuficiente). Pero en cambio la generación con lignito se encuentra en una posición segura hasta aproximadamente 2025, salvo que cambie la política actual. Para abandonar el carbón, Alemania debería reforzar el Régimen de Comercio de Derechos de Emisión de la Unión Europea (UE-ETS por sus siglas en inglés), considerar un impuesto al dióxido de carbono, promover la eficiencia energética y fortalecer el uso de gas natural como combustible puente.
En 2016 el Gobierno alemán y los operadores de las centrales de lignito afectadas (Mibrag, RWE y Vattenfall) llegaron un entendimiento para cambiar el estatus de estas centrales de lignito a "parada de seguridad". Como resultado, 8 de estas centrales dejaron de funcionar para ser posteriormente cerradas, con el cese de operaciones de la primera planificado para octubre de 2016, y el de la última, para octubre de 2019. Los operadores recibirán una compensación estatal por lucro cesante. La Comisión Europea ha declarado que los planes para utilizar 1,6 millardos de € de financiación pública para este propósito están en línea con las reglas comunitarias para ayudas estatales.
Un estudio de 2016 halló que el abandono del lignito en Lusacia (Lausitz) para 2030 podría ser financiado por EPH, el futuro dueño, de una manera que evitaría la implicación del contribuyente: los gastos del cierre y la rehabilitación del terreno podría pagarlos EPH directamente a una fundación, gestionada quizás por la compañía pública LMBV El estudio calcula las provisiones necesarias en 2,6 millardos de €.
En noviembre de 2016 la eléctrica alemana STEAG anunció que cerraría 5 térmicas de carbón en Renania del Norte-Westfalia y el Sarre debido a precios de electricidad mayoristas bajos.
El plan alemán de acción climática 2050 implica el abandono del carbón, declaró la ministra germana de medio ambiente Barbara Anne Hendricks en una entrevista el 21 de noviembre de 2016. «Si se lee cuidadosamente el plan de acción climática, se halla que la salida de la generación con carbón es la consecuencia inmanente [implícita] del objetivo del sector energético. …Para 2030… la mitad de la generación con carbón tiene que haber acabado, comparando con 2014».

#### Holanda
El 22 de septiembre de 2016 el parlamento holandés votó un recorte del 55 % en las emisiones de CO2 para 2030, lo que requeriría el cierre de 5 térmicas de carbón. Sin embargo este voto no es vinculante para el Gobierno holandés.

#### Suecia
Suecia está construyendo una planta siderúrgica piloto que emplea hidrógeno como combustible en vez de coque. Si esta tecnología funcionara y se generalizara, con el hidrógeno generado de fuentes renovables, la huella de carbono de la producción de acero se reduciría drásticamente.

### India

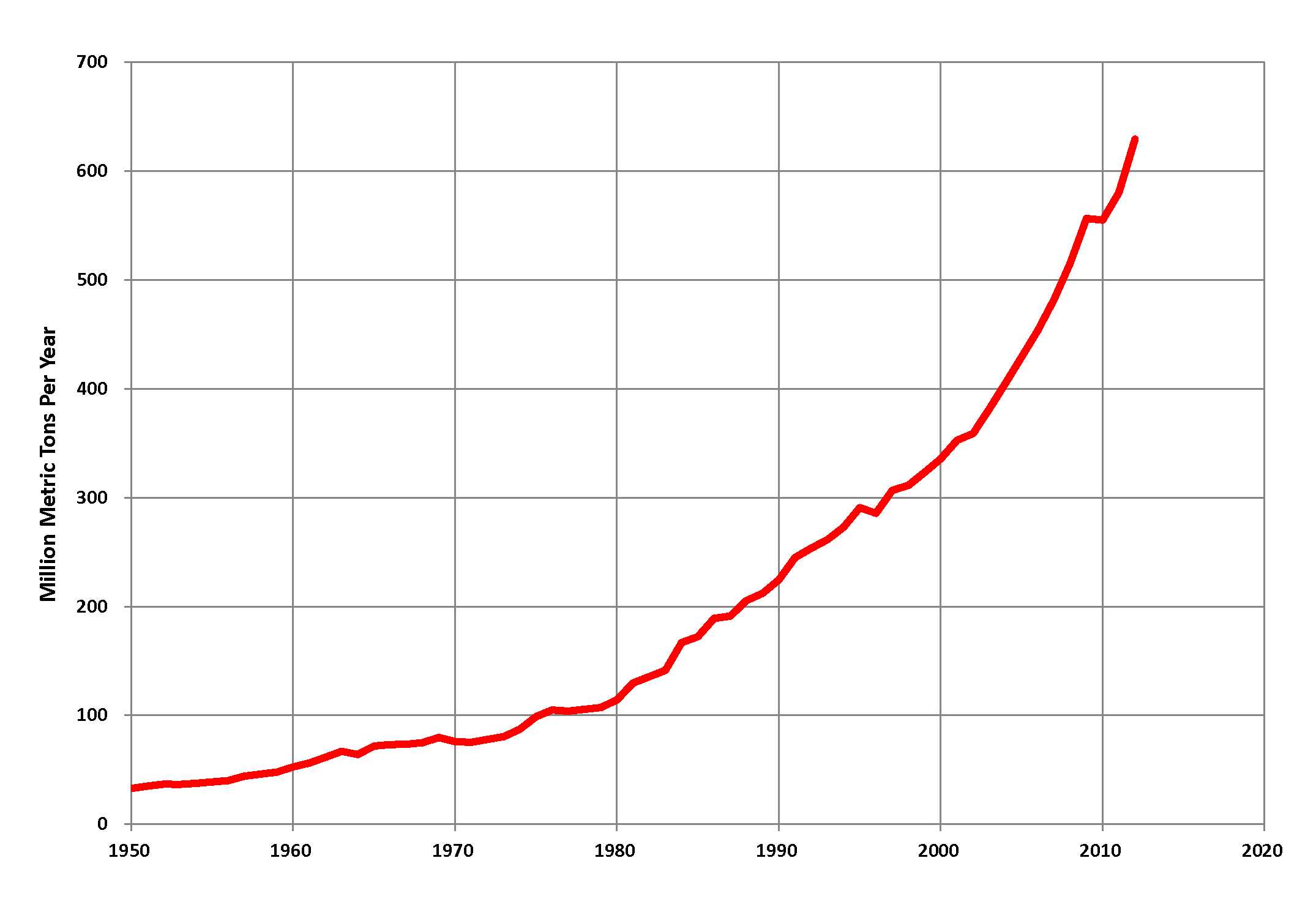
Producción de carbón en India 1959-2012.

India es el tercer mayor consumidor de carbón del mundo. Su ministro de energía está planeando dejar de importar carbón para generación eléctrica en 2018. El informe anual del Ministerio de Energía tiene un plan para aumentar la potencia instalada en aproximadamente 80 GW como parte de su 11º plan quinquenal. El 79 % de este crecimiento será en centrales alimentadas con combustibles fósiles, principalmente carbón. India planea 4 nuevas "ultra mega" térmicas de carbón como parte de este crecimiento, cada una de 4 GW. En 2015 se estaban construyendo en la India 6 reactores nucleares. En la primera mitad de 2016 la potencia preplanificada de generación con carbón cayó 40 GW, según los resultados publicados por el Seguimiento mundial de las térmicas de carbón (ver Enlaces externos abajo del todo). En junio de 2016 el Ministerio de Energía declaró que en los siguientes 3 años no se requerirían más centrales, y que «cualquier central cuya construcción estuviera por empezar debería retrasarse».
En producción de cemento se está empleando biomasa, neutra en emisiones (el dióxido de carbono que al quemarse emite a la atmósfera es el mismo que retiró al crecer la planta), para reducir drásticamente la huella de carbono.

### Nueva Zelanda
En octubre de 2007, el Gobierno de Helen Clark (Partido Laborista de Nueva Zelanda) introdujo una moratoria de 10 años en nueva generación eléctrica con combustibles fósiles Esta prohibición solo tenía efecto sobre compañías eléctricas públicas, aunque se consideró extenderla al sector privado. El siguiente Gobierno, del conservador John Key (Partido Nacional de Nueva Zelanda), tras las elecciones de noviembre de 2008, derogó esta legislación.
En 2014 casi el 80 % de la electricidad producida en Nueva Zelanda era sostenible (renovable + biocarburantes). El 6 de agosto de 2015 la compañía Genesis Energy Limited anunció que cerraba de sus 2 últimas centrales eléctricas alimentadas con combustibles fósiles en Nueva Zelanda.

### Sudáfrica
En 2007 el sector energético sudafricano es el 8º mayor emisor mundial de CO2. En 2005/2006, el 77 % de la demanda energética sudafricana se satisfacía directamente con carbón, y a corto plazo, cuando las centrales actualmente en construcción se conecten a la red, esta proporción aumentará todavía más.
No hay planes para abandonar las térmicas de carbón en Sudáfrica; antes bien, el país está invirtiendo en construir cantidades de nuevas centrales de este tipo para satisfacer la demanda energética, así como en modernizar las existentes para que contaminen menos.
El 6 de abril de 2010 el Banco Mundial aprobó un préstamo de 3,75 millardos de $ a Sudáfrica para apoyar la construcción de la 4ª térmica de carbón más grande del mundo, en Medupi. Este préstamo incluye una cantidad relativamente pequeña —260 millones de $— para energía eólica y solar.
De 4,8 GW de potencia, la central de Medupi se uniría otras gigantescas térmicas de carbón que ya operan en el país, concretamente Kendal (4,1 GW), Majuba, de la misma potencia, y Matimba (4 GW). Kusile, de igual potencia que Madupi, se encuentra en construcción. Se conectará a la red eléctrica por etapas, empezando en 2012, mientras Medupi espera empezar a conectarse en 2013, alcanzando su plena capacidad en 2017. Estas fechas son provisionales y pueden cambiar.
En 2008 el Gobierno de Sudáfrica empezó financiar instalaciones de agua caliente solar. En enero de 2016, había 400 000 de estas instalaciones en los hogares de este país, con instalación gratuita de calentadores solares de agua de baja presión para casas de bajo coste u hogares de bajos ingresos con acceso a la red eléctrica, mientras que otras instalaciones se subvencionaban.

### Reino Unido
Ed Miliband, durante su mandato como ministro (secretario) de energía del 3 de octubre de 2008 al 11 de mayo de 2010, anunció que no se construirían nuevas térmicas de carbón en Gran Bretaña de 2009 en adelante, salvo que capturaran y enterraran al menos el 25 % de sus emisiones de gases de efecto invernadero inmediatamente y el 100 % para 2025, aunque en ese momento esto era más una declaración de intenciones que algo que fuera capaz de aplicar.
Chris Huhne, ministro de energía del 12 de mayo de 2010 al 5 de febrero de 2012, confirmó que estaba elaborándose la legislación requerida para que su ministerio aplicara los estándares de emisiones.
El Reino Unido también está sujeto a la directiva europea 2001/80/EC, sobre grandes plantas de combustión, que se refiere a emisiones distintas del CO2, y que se espera ocasione el cierre de la mayoría de las centrales térmicas más viejas, pues resulta demasiado caro actualizarlas.
Amber Rudd, ministra de energía y cambio climático de 2015 a 2016, anunció el 18 de noviembre de 2015 que para 2025 habrían cerrado todas las centrales térmicas de carbón del Reino Unido. Esto no significaría un abandono de los combustibles fósiles, porque las reemplazarán nuevas centrales de ciclo combinado a gas natural.
El cierre en marzo de 2016 de la última térmica de carbón terminó con este tipo de generación en Escocia.

### Estados Unidos
En 2017 los combustibles fósiles proporcionaron el 81 % de la energía consumida en los Estados Unidos, un descenso desde el 86 % en 2000.
| Año | Generación eléctrica de carbón * | Generación eléctrica total | % de carbón | Número de centrales de carbón |
| 2002 | 1 933 130                        | 3 858 452                  | 50,1 %      | 633                           |
| 2003 | 1 973 737                        | 3 883 185                  | 50,8 %      | 629                           |
| 2004 | 1 978 301                        | 3 970 555                  | 49,8 %      | 625                           |
| 2005 | 2 012 873                        | 4 055 423                  | 49,6 %      | 619                           |
| 2006 | 1 990 511                        | 4 064 702                  | 49,0 %      | 616                           |
| 2007 | 2 016 456                        | 4 156 745                  | 48,5 %      | 606                           |
| 2008 | 1 985 801                        | 4 119 388                  | 48,2 %      | 598                           |
| 2009 | 1 755 904                        | 3 950 331                  | 44,4 %      | 593                           |
| 2010 | 1 847 290                        | 4 125 060                  | 44,8 %      | 580                           |
| 2011 | 1 733 430                        | 4 100 141                  | 42,3 %      | 589                           |
| 2012 | 1 514 043                        | 4 047 765                  | 37,4 %      | 557                           |
| 2013 | 1 581 115                        | 4 065 964                  | 38,9 %      | 518                           |
| 2014 | 1 581 710                        | 4 093 606                  | 38,6 %      | 491                           |
| * En gigavatios-hora (GWh). Fuente: Agencia de Información Energética, Potencia eléctrica-Informe anual 2014 (febrero de 2016); tablas 4.1 y 3.1 A |                                  |                            |             |                               |

En 2007 se encontraban en proyecto 154 nuevas térmicas de carbón en 42 estados. En 2012 habían caído a 15, mayoritariamente debido a la nueva normativa contra las emisiones de mercurio (algunos carbones contienen pequeñas cantidades de mercurio que, al quemarse el carbón, se libera al aire), y a la limitación de las emisiones a 1000 libras de CO2 por MWh de electricidad producido.

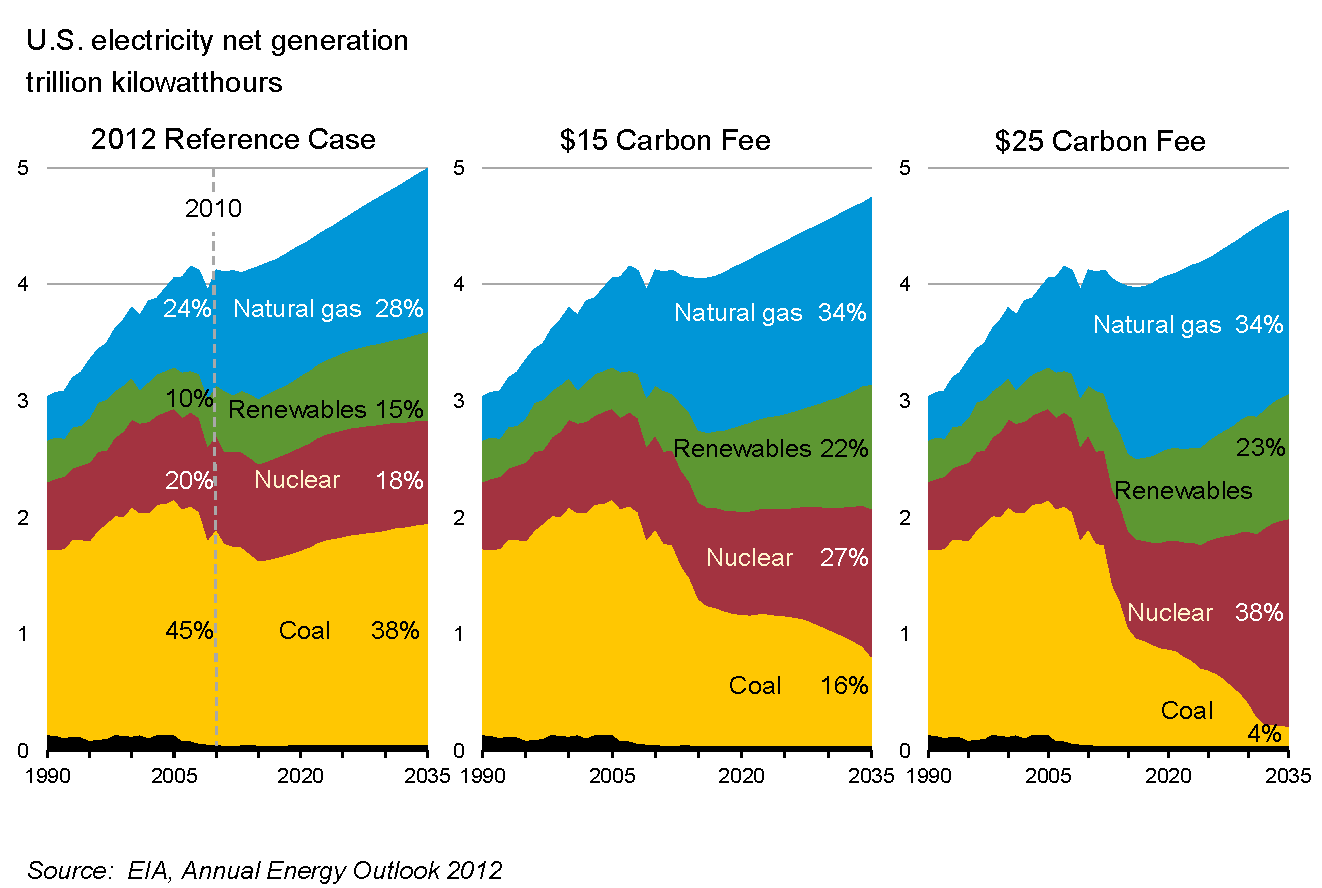
Efecto estimado de un impuesto sobre el carbono en la generación eléctrica de Estados Unidos (Administración de Información Energética).

En julio de 2013 el ministro de energía estadounidense Ernest Moniz perfiló la política de la administración Obama sobre los combustibles fósiles:

En los últimos 4 años hemos más que doblado la generación renovable eólica y solar. Sin embargo el carbón y otros combustibles fósiles todavía proporcionan el 80 % de nuestra energía, el 70 % de nuestra electricidad, y serán una parte sustancial de nuestro futuro energético durante décadas. Por ello cualquier esfuerzo serio para proteger a nuestros hijos de los peores efectos del calentamiento mundial debe incluir el desarrollo, la prueba y el despliegue de las tecnologías para usar nuestros abundantes combustibles fósiles de la manera más limpia posible.

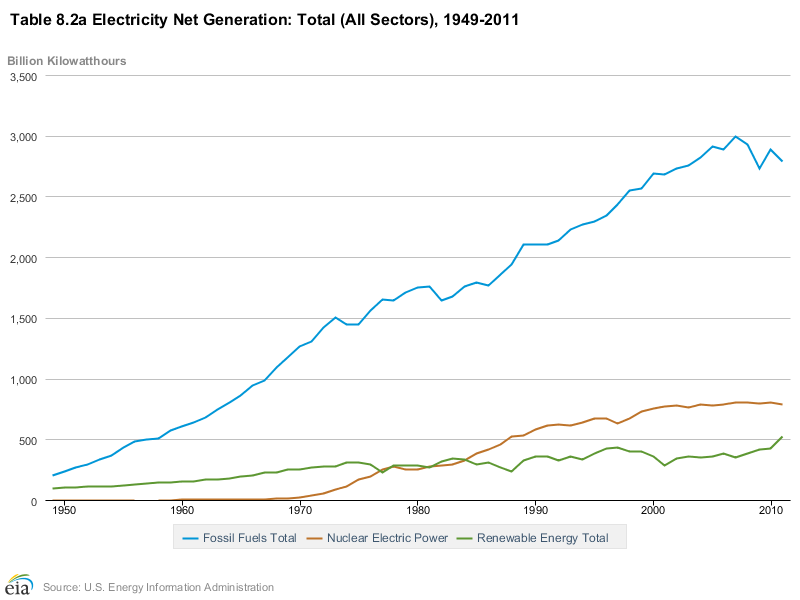
Generación eléctrica estadounidense: combustibles fósiles comparados con energía nuclear y renovable.

Otro ministro de energía estadounidense, Steven Chu, e investigadores del Laboratorio Nacional de Energías Renovables, han señalado que una mayor generación eléctrica por renovables no despachables, como eólica y solar fotovoltaica, también aumentará la necesidad de centrales flexibles de ciclo combinado a gas natural, para suministrar electricidad durante el tiempo en que la generación eólica y solar es insuficiente. Estas centrales tienen la capacidad de aumentar y reducir rápidamente la potencia que generan para satisfacer una demanda cambiante.
En los Estados Unidos, muchas de las iniciativas de abandono de los combustibles han tenido lugar a nivel estatal o local.

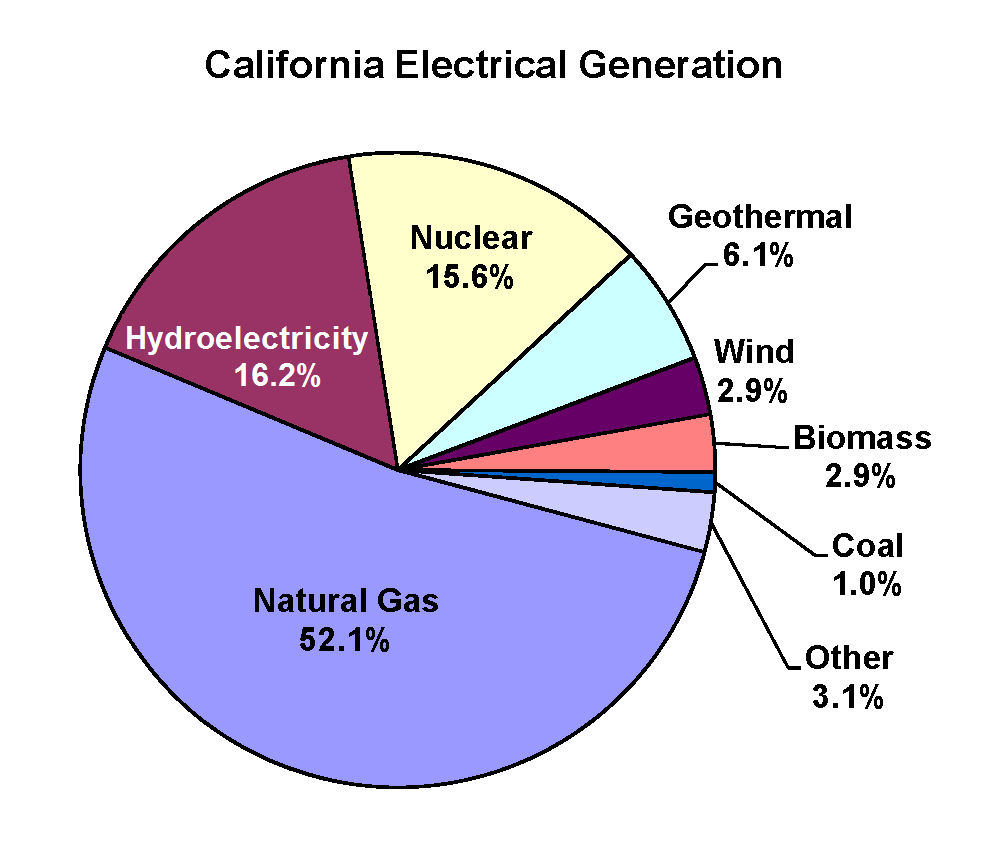
Generación de electricidad en California por fuente, 2010 (datos de la Administración de Información Energética, EIA por sus siglas en inglés, organismo estadounidense. No debe confundirse con la Agencia Internacional de la Energía, AIE, organismo internacional (siglas en inglés: IEA).

#### California
La ley SB 1368 de california creó la primera moratoria gubernamental sobre nuevas térmicas de carbón en los Estados Unidos. La ley fue firmada en septiembre de 2006 por el entonces gobernador republicano Arnold Schwarzenegger. Entró en vigor para las centrales propiedad de inversores en enero de 2007, y para las compañías eléctricas públicas, en agosto de 2007. La SB 1368 se aplica a inversiones a largo plazo (5 años o más; las centrales eléctricas tienen un horizonte típico de más de 20 años) de las compañías californianas, ya se encuentren en el estado o fuera. Esta ley fija la emisión máxima de gases de efecto invernadero en 1 100 libras de dióxido de carbono por MWh, igual a las emisiones de un ciclo combinado de gas natural. Se crea así una moratoria de facto para nuevas térmicas de carbón, pues sus emisiones son mucho mayores;
solo podrían construirse si emplearan captura y almacenamiento de carbono, una tecnología que en 2018 todavía es experimental y muy cuestionada.

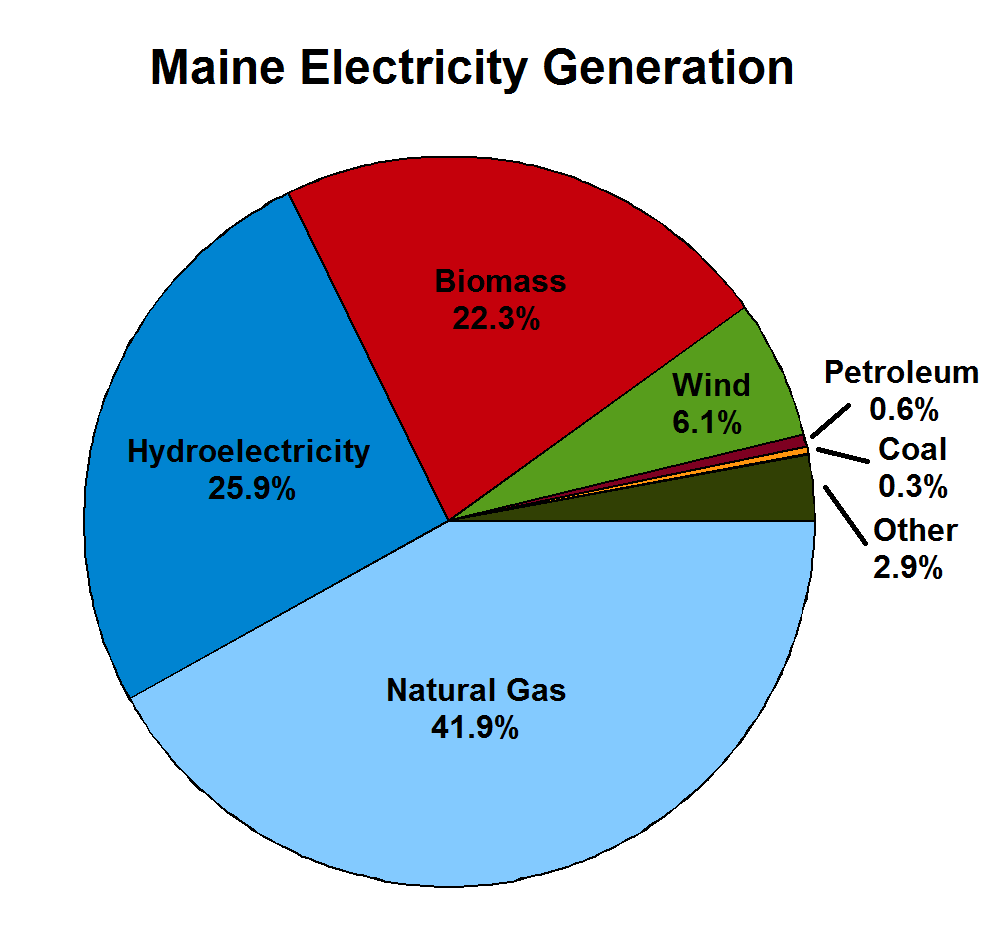
Fuentes de la electricidad generada en Maine. 2010 (EIA).

#### Maine
El 15 de abril de 2008 el gobernador de Maine, John E. Baldacci, firmó la «Ley para minimizar las emisiones de dióxido de carbono de nuevas instalaciones eléctricas e industriales alimentadas con carbón» (LD 2126). Esta ley, patrocinada por el republicano W. Bruce MacDonald, deBoothbay (Maine), ordena a la Junta de Protección Medioambiental de Maine que desarrolle estándares de emisión de gases de efecto invernadero para instalaciones de gasificación del carbón. También impone una moratoria sobre la construcción de dichas instalaciones hasta que los estándares estén desarrollados.

#### Oregón
A comienzos de marzo de 2016 los legisladores de Oregón aprobaron un plan para, en 2030, dejar de pagar por térmicas de carbón fuera del estado y exigir un mínimo del 50 % de energía renovable para 2040. Grupos como la Asociación Norteamericana de Energía Eólica y los principales demócratas alabaron este plan.

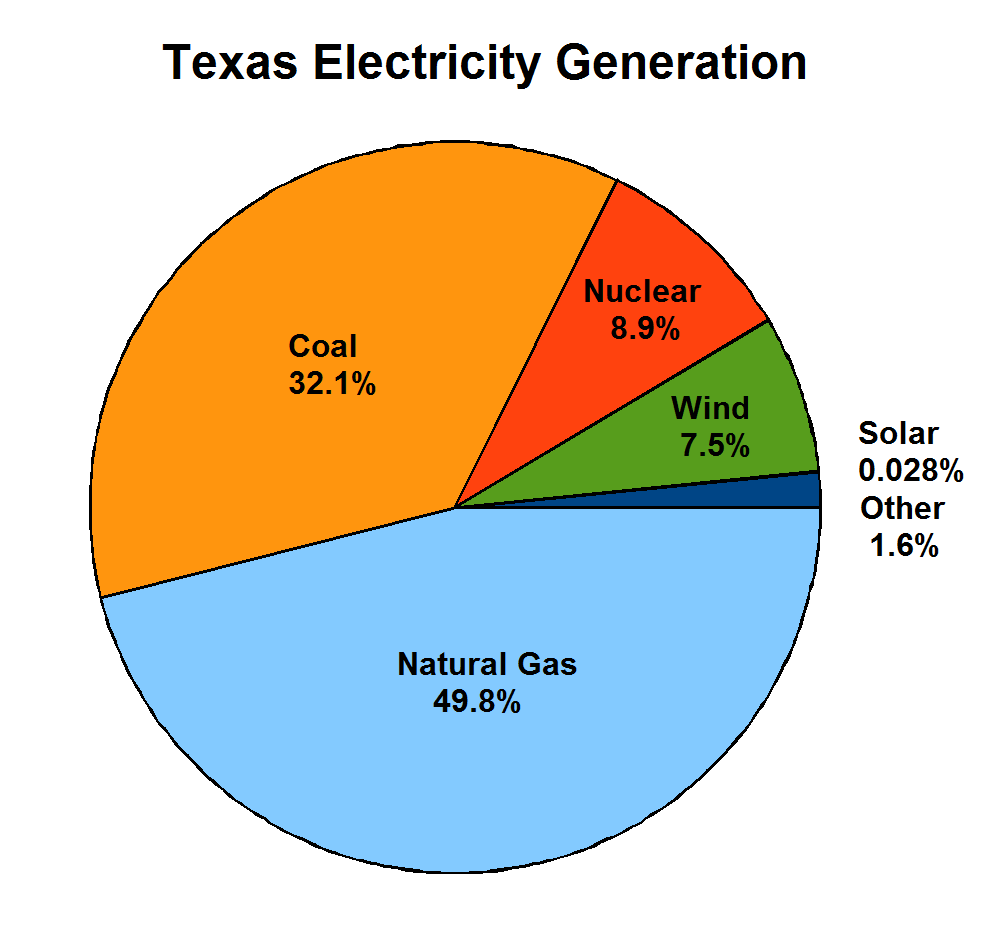
Fuentes de la electricidad generada en Texas, 2010 (EIA).

#### Texas
En 2006 una coalición de grupos tejanos organizó una campaña a favor de una moratoria estatal sobre nuevas térmicas de carbón. La campaña culminó en una movilización bautizada "Parad el frenesí carbonero" que incluyó manifestaciones y cabildeo en la capital, Austin, entre el 11 y el 12 de febrero de 2007. Más de 40 asociaciones ciudadanas apoyaron esta movilización.
En enero de 2007 una resolución que pedía una moratoria de 180 días en nuevas centrales de carbón pulverizado fue registrada con el número 43 en el parlamento de Texas por el republicano Charles "Doc" Anderson (Waco). La resolución quedó pendiente en comité. El 4 de diciembre de 2007 Anderson anunció su apoyo a 2 centrales de ciclo combinado alimentadas por gas procedente de gasificación de carbón propuestas por la compañía Luminant (anteriormente TXU).

Fuentes de generación de electricidad en el estado de Washington, 2010 (EIA).

#### Estado de Washington
El estado de Washington ha seguido el ejemplo de California, prohibiendo las térmicas de carbón cuyas emisiones superaran las de centrales de ciclo combinado de gas natural. La ley senatorial sustitutiva 6001 (SSB 6001), firmada el 3 de mayo de 2007 por la gobernadora Christine Gregoire, impuso esta limitación. A raíz de la SSB 6001, la central de la montaña Pacific, en Kalama, fue rechazada por el estado. Sin embargo una nueva propuesta de central, Wallula, muestra los límites de la "equivalencia del gas natural" como forma prohibir nuevas térmicas de carbón. La central propuesta cumpliría los límites de la SSB 6001 capturando y almacenando una porción (65 %, según un portavoz suyo) del CO2 que produciría.

#### Acciones de las compañías eléctricas en Estados Unidos
- Progress Energy Carolinas[132] anunció el 1 de junio de 2007, que empezaba una moratoria de 2 años en propuestas de nuevas térmicas de carbón, a la vez que tomaba medidas de eficiencia energética más agresivas y emprendía programas de ahorro energético. La compañía añadió que «reducciones adicionales, gracias a una mayor eficiencia energética, en el crecimiento de la futura demanda de electricidad, podrían retrasar la necesidad de nuevas centrales».[133]
- Public Service of Colorado[134] concluía en su plan de recursos de noviembre de 2007: «En suma, a la luz de la futura, ahora probable, normativa sobre emisiones de CO2, por la mayor preocupación por el calentamiento mundial, el aumento de los costes de nuevas térmicas de carbón, y el riesgo aumentado de no llegar a las fechas previstas de puesta en servicio, Public Service of Colorado no cree prudente considerar de momento propuestas de nuevas térmicas de carbón que no incluyan captura y almacenamiento de CO2.[135]
- Xcel Energy constató en su plan de recursos de 2007 que «dada la probabilidad de un control futuro de las emisiones de CO2, solo hemos modelado una opción futura de recursos basados en el carbón que incluya captura y almacenamiento».[135]
- Minnesota Power Company[136] anunció en diciembre de 2007 que no consideraría ningún nuevo recurso de carbón sin una solución a su CO2.[135]
- Avista Utilities[137] anunció que no emprendería nuevas centrales de carbón en un futuro previsible.[135]
- NorthWestern Energy[138] anunció el 17 de diciembre de 2007 que planeaba doblar su potencia eólica en los siguientes 7 años y abstenerse de nuevas centrales de base a carbón. La empresa detalla esto en el plan Montana de recursos para el suministro eléctrico (2007).[139]

La Comisión Energética de California, que no es una empresa, sino un órgano de ese estado, ha iniciado su revisión de 2 centrales termosolares de 53,4 MW, cada una de las cuales incluye una central de biomasa de 40 MW como suplemento a la energía solar.

### Japón
Japón, la tercera economía más grande del mundo, dio en 2012 un paso importante para aumentar su consumo de combustibles fósiles, cuando, tras el desastre nuclear de Fukushima, cerró temporalmente sus centrales nucleares, para revisar su seguridad. Estas centrales, que habían suministrado el 30 % de la electricidad japonesa de 1987 a 2011, solo produjeron el 2 % en 2012 (la hidroelectricidad suministró el 8 %). La generación nuclear se reemplazó temporalmente con electricidad de fuel, carbón y gas natural procedente de plantas de regasificación. Como resultado, la generación de electricidad con combustibles fósiles aumentó al 90 % en 2012. Posteriormente se han reabierto algunos reactores.
En enero de 2017 el Gobierno japonés anunció planes para construir 45 nuevas centrales térmicas de carbón en los siguientes 10 años, principalmente para reemplazar la electricidad cara de centrales de fuel.

## Opinión pública
Las corporaciones que continúan invirtiendo en nueva exploración o explotación de combustibles fósiles están incumpliendo flagrantemente su deber fiduciario, porque la ciencia es abundantemente clara dictaminando que es algo que ya no podemos hacer. Christiana Figueres, secretaria ejecutiva de la Convención Marco de las Naciones Unidas sobre el Cambio Climático 

### Encuestas de opinión

#### Investigación demoscópica
En octubre de 2007 la ONG norteamericana Instituto de la Sociedad Civil publicó los resultados de una encuesta a 1 003 ciudadanos estadounidense realizada por Opinion Research Corporation. Los autores informaron de que «75 % de los norteamericanos —65 % de los republicanos, 83 % de demócratas y 76 % de los independientes— apoyarían una moratoria de 5 años sobre nuevas centrales térmicas de carbón en Estados Unidos si se aumentara la inversión en energía renovable limpia y segura —como eólica y solar— y se mejoraran los estándares de eficiencia energética doméstica. Más mujeres (80 %) que hombres (70 %) apoyaban esta idea. El apoyo también era mayor entre los universitarios (78 %) que entre quienes no tenían una carrera universitaria (68 %).» 
La cuestión exacta planteada por la encuesta era la siguiente: «Más de la mitad de la electricidad generada por centrales proviene del carbón. Los expertos dicen que las centrales térmicas son responsables de aproximadamente el 40 % de la contaminación por dióxido de carbono en Estados Unidos, que está relacionada con el calentamiento mundial. Hay planes para construir más de 150 nuevas térmicas de carbón en los próximos años. ¿Apoyaría usted una moratoria de 5 años para nuevas térmicas de carbón en los Estados Unidos si se aumentara la inversión en energía renovable limpia y segura —como eólica y solar— y se mejoraran los estándares de eficiencia energética doméstica? Claramente sí, probablemente sí, probablemente no, definitivamente no, o no sabe.
Los resultados fueron los siguientes:
- 30 % "claramente sí"
- 45 % "probablemente sí"
- 13 % "probablemente no"
- 8 % "definitivamente no"
- 4 % "no sabe"

#### Gallup
En 2013 la encuestadora Gallup determinó que el 41 % de los norteamericanos quería que se incidiera menos en la energía procedente del carbón, mientras que el 31 % deseaba que se incidiera más. Grandes mayorías optaban por potenciar la energía solar (76 %), eólica (71 %) y del gas natural (65 %).

#### ABC News/Washington Post
Un encuesta de ABC News/The Washington Post halló en 2009 que el 52 % de los norteamericanos estaban a favor de más minería de carbón (33 % muy a favor), mientras el 45 % estaban en contra (27 % muy en contra). Las energías con más apoyo fueron la eólica y la solar, a favor de las cuales estaba el 91 % de los encuestados (79 % muy a favor).

### Llamada a la acción de CLEAN
En octubre de 2007, 15 grupos liderados por Impulso Ciudadano para una Acción Climática Inmediata (CLEAN por sus siglas en inglés, iguales al adjetivo limpio y el verbo limpiar) pidió una moratoria de 5 años para las térmicas de carbón, sin excepciones para las que capturaran y almacenaran el CO2. Los otros 14 son: Salvad Nuestras Montañas Cumberland (Tennessee); Consejo Medioambiental del Valle de Ohio (Virginia Occidental); Guardián de Cook Inlet (Alaska); Cristianos por las Montañas (Virginia Occidental); Vigilantes de la Montaña del Río Coal (Virginia Occidental); Kentuqueses por el Bien Común (Kentucky); Instituto de la Sociedad Civil (Massachusetts); Energía Limpia Ahora (Massachusetts); Red Medioambiental Indígena (Minnesota); Coalición de la Montaña Castle (Alaska); Coalición de Acción Ciudadana (Indiana); Centro Apalache para la Economía y el Medio Ambiente (Virginia Occidental); Voces de los Apalaches (Carolina del Norte); y Alianza Eólica de Rhode Island (Rhode Island).

### Fondo de Defensa medioambiental
La organización ecologista Fondo de Defensa Medioambiental (EDF por sus siglas en inglés), con sede en Estados Unidos, se ha posicionado a favor de la producción de gas natural y la fractura hidráulica, como manera factible para reemplazar carbón, a la vez que presiona para que se implanten controles medioambientales más estrictos en perforaciones gasistas. Esta organización ha financiado estudios, conjuntamente con la industria del petróleo, sobre los efectos medioambientales de la producción de gas natural. La organización ve el gas natural como manera rápida de reemplazar al carbón, y que a su tiempo el gas natural se sustituirá por energía renovable. Estas opiniones han sido criticadas por algunos ecologistas. El consejero de EDF y bloguero Mark Brownstein contesta:

La demanda de gas natural no está disminuyendo, ni tampoco la fractura hidráulica. Tenemos que verlo claramente y luchar para proteger la salud pública de impactos inaceptables. También debemos esforzarnos para adoptar políticas que aseguren que el gas natural sirve como facilitador de las energías renovables, no como impedimento. Tememos que quienes se oponen a toda la producción de gas natural en todas partes están, de hecho, dificultando que la economía estadounidense se libre del sucio carbón.
Mark Brownstein, EDF council

### Otros grupos que apoyan una moratoria de carbón
- 1Sky[154]
- Co-op America[155]
- Coalición para la Acción Energética (Red para el Cambio Energético, Power Shift Network)
- Sierra Club[156]
- Red de Acción de la Selva[157]
- Pleamar Australia (Rising Tide Australia)[158]
- SixDegrees.org[159]
- Auméntalo (Step It Up)[160]

### Resoluciones de accionistas a favor de una moratoria del carbón
- Trillium Asset Management, una gestora de inversiones social, entregó la resolución[161] «Moratoria en la financiación del carbón» al Bank of America (BOA) en la temporada 2007-2008 de resoluciones de accionistas. Esta resolución concluía:

RESUELVEN: los accionistas piden que el consejo de administración del BOA enmiende su políticas de emisiones de gases de efecto invernadero para observar una moratoria sobre toda financiación, inversión y mayor implicación en actividades que apoyen la minería de carbón a cielo abierto [mountain-top removal, MTR] o la construcción de nuevas térmicas de carbón que emitan dióxido de carbono.

### Personas prominentes que apoyan una moratoria del carbón
- Al Gore, político estadounidense, declaró:[162]

Si eres un joven que contempla el futuro de este planeta y lo que se está haciendo justo ahora, creo que es la hora de la desobediencia civil para evitar la construcción de nuevas térmicas de carbón que no tengan captura y almacenamiento de su dióxido de carbono.

- Tom Sanzillo, banquero y financier, Primer Diputado Controlador para el estado de Nueva York, pidió una moratoria sobre nuevas térmicas de carbón en el estado de Iowa. Citando el lento crecimiento de la demanda de electricidad y mejores fuentes alternativas de energía, Sanzillo dijo, «No es sólo buena política pública, es economía grande.»[163]

### Personas prominentes que apoyan un abandono del carbón
- Eric Schmidt, director ejecutivo de Google, pidió en 2008 reemplazar todos los combustibles fósiles con fuentes renovables de energía en los siguientes 20 años.[164]

### Alcaldes que apoyan una moratoria de carbón
El 13 de octubre de 2007 el alcalde Roger Chase, de Pocatello, Idaho, dijo a otros alcaldes del estado, que asistían a un comité legislativo de la Asociación de Ciudades de Idaho, que estaba a favor de una moratoria contra nuevas térmicas de carbón en el estado.
El 1 de junio de 2007 la alcaldesa Dana Wilson, de Park City, Utah, escribió una carta al inversor Warren Buffett expresando la oposición de la ciudad a las 3 térmicas de carbón propuestas por la empresa Rocky Mountain Power.
En noviembre de 2007 el alcalde de Salt Lake City, Rocky Anderson, expresó su apoyo a una moratoria del carbón en una manifestación organizada por Auméntalo (Step It Up).
En diciembre de 2007 el alcalde Dave Norris, de Charlottesville, Virginia, se pronunció en su blog a favor de una moratoria sobre nuevas térmicas de carbón. El 19 de diciembre de 2007 Charlottesville aprobó su Resolución sobre energía limpia, que registra a la ciudad como partidaria de una moratoria.

### Gobiernos locales que apoyan una moratoria sobre carbón
En enero de 2008, la junta sanitaria del condado de Black Hawk (Iowa) recomendó que el estado adoptara una moratoria sobre nuevas térmicas de carbón hasta que esta junta dictara estándares de contaminación atmosférica más estrictos.